# Dejan Vukićević
Dejan Vukićević, cyr. Дејан Вукићевић (ur. 27 kwietnia 1968 w Titogradzie) – czarnogórski piłkarz i trener piłkarski. Podczas kariery zawodniczej występował na pozycji pomocnika.